# Issaka Sawadogo
Issaka Sawadogo, auch Isaka Sawadogo, (* 18. Mai 1966 in Ouagadougou, Burkina Faso) ist ein norwegischer Schauspieler, Tänzer, Musiker und Regisseur burkinischer Herkunft.
Sawadogo ist seit 1993 am Nationaltheatret beschäftigt. Er arbeitet auch am Det Norske Teatret und dem Torshov Theater. Er spricht Mòoré, Französisch, Englisch und Norwegisch.
2016 erhielt er beim Niederländischen Filmfestival das Goldene Kalb als bester Hauptdarsteller in The Paradise Suite. 2016 war er als bester Nebendarsteller beim Guldbagge nominiert.

## Filmographie (Auswahl)
- 2006: Als der Wind den Sand berührte
- 2003–2009: Hotel Cæsar
- 2014: Heute bin ich Samba
- 2015: Heimatland
- 2016: The Paradise Suite
- 2016–2017: Gier – Rausch des Goldes
- 2020: Die purpurnen Flüsse
- 2020: La Nuit des Rois